# (9675) 1998 QK36
A (9675) 1998 QK36 a Naprendszer kisbolygóövében található aszteroida. LINEAR fedezte fel 1998. augusztus 17-én.